# Huawei IDEOS S7
IDEOS S7 (SmaKit S7, Telstra T-Touch Tab, МТС Планшет) — первый планшетный компьютер компании Huawei, выпущенный под своим брендом.

## Анонс и презентация
Образец своего первого планшета Huawei показал на двух международных выставках CeBIT и MWC в 2010 году. Аппарат работал на операционной системе Android 1.6 Donut. Официальный анонс устройства состоялся только 11 марта.
Huawei экспонировал SmaKit S7 в Москве на выставке «Связь-Экспокомм», проходившей в Экспоцентре в мае 2010 года. 

Второй раз в России планшет был представлен в операторской версии от МТС на Петербургском экономическом форуме 19 июня 2010 года. Это был уже несколько изменённый в техническом плане аппарат. Продажи брендированного устройства с названием «МТС Планшет» начались с 13 декабря 2010 года. 

Производителем также выпускались планшеты и под своим именем в разных странах.

## Аппаратное обеспечение
Сердцем планшета является решение от Qualcomm — одноядерный процессор Snapdragon QSD8250 (S1) с частотой 1 ГГц. Тип процессора ARM Cortex-A8. За графическую составляющую отвечает встроенное в процессор ядро Adreno 200. 

Результаты бенчмарков (для процессора Snapdragon QSD8250 1 ГГц): 
| Benchmark               | Результат               |
| ----------------------- | ----------------------- |
| Quadrant                | 561                     |
| Neocore                 | 27.5 fps                |
| Linpack                 | 6.514 MFLOPS, 12.87 сек |
| Super Pi (65012 знаков) | 2795 ms                 |

Планшет имеет оптический джойстик с механической центральной кнопкой, что позволяет перемещать по экрану курсор или пункты меню. 

Экран выполнен по TFT технологии, имеет WVGA-разрешение (480 × 800 точек) при величине плотности пикселей на дюйм равной 133 ppi. 

Ёмкости съёмного аккумулятора хватает на воспроизведение фильмов качества DVDrip до 3 часов, просмотр web-сайтов по Wi-Fi — до 6 часов, 3 часа видеовызова.

## Программное обеспечение
Операционной системой планшета является Android 2.1 Eclair. 

Стандартный интерфейс Android доработан фирменным меню (главный экран разделён на категории с добавленными ярлыками программ, интегрирована клавиатура собственной разработки). Предустановлены приложения Documents To Go и Twidroid PRO. 

В операторских версиях планшета присутствуют брендированные приложения. 

Производитель планировал выпустить прошивку с Android 2.2 FroYo в первом квартале 2011 года.

## Интересные факты
С планшета можно осуществлять звонки в сетях GSM. Для посыла вызова (ответа на входящий звонок) и отбоя звонка на девайсе присутствуют соответствующие аппаратные клавиши.  

Рамка-подставка позволяет удобно использовать гаджет для просмотра фильмов и фотографий в режиме слайд-шоу или фоторамки. 

Доступные цвета корпуса — белый (или серебристый), красный и черный. 

Планшет с резистивным экраном комплектуется стилусом. Версия планшета с ёмкостной технологией экрана распознаёт два одновременных касания.  

Для зарядки гаджета необходимо пользоваться только специальным зарядным устройством.
Продажами планшета занимались операторы сотовой связи: российский МТС, белорусский life:) и австралийский Telstra. 

Различия в операторских версия планшета:
| Технический параметр        | МТС Планшет           | Huawei SmaKit S7 от life:) | Telstra T-Touch Tab |
| --------------------------- | --------------------- | -------------------------- | ------------------- |
| Частота процессора          | 1 ГГц                 | 768 МГц                    | 768 МГц             |
| Объём оперативной памяти    | 512 МБ                | 512 МБ                     | 512 МБ              |
| Объём встроенного хранилища | 8 ГБ                  | 4 ГБ                       | 512 МБ              |
| Сенсорный экран             | Ёмкостной (2 касания) | Резистивный                | Резистивный         |
| Наличие стилуса             | Нет                   | Да                         | Да                  |
| Основная камера             | 2 МПх                 | Отсутствует                | Отсутствует         |
| Фронтальная камера          | 0.3 МПх               | 2 МПх                      | 2 МПх               |